# Marian Nedkov
Marian Nedkov Avramov –en búlgaro, Мариан Недков Аврамов– (Kazanlak, 13 de abril de 1965) es un deportista búlgaro que compitió en lucha libre. Ganó una medalla de plata en el Campeonato Mundial de Lucha de 1990 y cuatro medallas en el Campeonato Europeo de Lucha entre los años 1987 y 1993.

## Palmarés internacional
| Campeonato Mundial | Campeonato Mundial        | Campeonato Mundial | Campeonato Mundial |
| Año                | Lugar                     | Medalla            | Categoría          |
| ------------------ | ------------------------- | ------------------ | ------------------ |
| 1990               | Tokio (Japón)             | Medalla de plata   | 48 kg              |
| Campeonato Europeo |                           |                    |                    |
| Año                | Lugar                     | Medalla            | Categoría          |
| 1987               | Veliko Tarnovo (Bulgaria) | Medalla de oro     | 48 kg              |
| 1988               | Mánchester (Reino Unido)  | Medalla de bronce  | 48 kg              |
| 1990               | Poznań (Polonia)          | Medalla de plata   | 48 kg              |
| 1993               | Estambul (Turquía)        | Medalla de oro     | 48 kg              |